# Precious Memories Volume II
Precious Memories Volume II è un album in studio del cantante di musica country statunitense Alan Jackson, pubblicato nel 2013.
È un seguito di un disco del 2006 intitolato Precious Memories.

## Tracce
1. Amazing Grace – 4:04
2. He Lives – 3:02
3. Just as I Am – 4:16
4. Love Lifted Me – 2:39
5. O How I Love Jesus – 2:24
6. Only Trust Him – 2:40
7. There Is Power in the Blood – 2:38
8. Precious Memories – 4:21
9. Sweet Hour of Prayer – 3:16
10. When the Roll Is Called Up Yonder – 2:21
11. Wherever He Leads I'll Go – 4:06